# 文虎
文 虎（ぶん こ、生没年不詳）は、中国三国時代の人物。本貫は豫州譙郡譙県。

## 生涯
父の文欽は魏から呉に降伏。後に、魏に対して反乱した諸葛誕を救援するも仲違いとなり、魏の甘露3年（258年）正月、諸葛誕によって殺害される。
この時、文虎も兄の文鴦と共に従軍し、小城を守っていた。文欽の死を聞くと配下の兵を率いて駆けつけようとしたが、彼らはその指示に従わなかった。そのため、文鴦と文虎は身一つで城壁を乗り越え、魏の司馬昭の下へ帰順した。2人は罪を赦されて将軍となり、関内侯の爵位を賜った。また司馬昭の指示で「文欽の子ですら殺されないのだ！それ以外の者が（降伏しても）何を恐れることがある！」と呼びかけると、籠城する諸葛誕の軍勢には動揺が走った。
反乱の終結後、文鴦と文虎は牛車を支給され、文欽の遺体を祖先の墓まで運ぶことを赦された。文鴦はその後、西晋の時代まで事績が残るが、文虎の動向は定かではない。